# 1946년 영등포역 열차 충돌 사고
영등포역 추돌 사고(永登浦驛列車追突事故)는 1946년 11월 13일, 영등포역에 진입하던 통근열차가 작업중이던 전동차와 정면충돌, 발화한 사고이다. 이 사고로 42명이 사망하고 72명이 부상을 입었다.